# Cyperus sphaeroideus
Cyperus sphaeroideus är en halvgräsart som beskrevs av Lawrence Alexander Sidney Johnson och O.D.Evans. Cyperus sphaeroideus ingår i släktet papyrusar, och familjen halvgräs. Inga underarter finns listade i Catalogue of Life.